# Leitform (Archäologie)
Als archäologische Leitform wird ein kennzeichnender Gegenstand einer archäologischen Kultur oder Formengruppe bezeichnet, der oft auch namengebend für die Kultur ist. Das Prinzip der archäologischen Leitform wurde im 19. Jahrhundert von den Leitfossilien der Paläontologie abgeleitet. Der Paläontologe Édouard Lartet hatte im Jahre 1861 ein erstes Chronologiesystem der Steinzeit anhand von Leitfossilien erstellt. 
Wie bei Fossilien gilt auch bei Leitformen der Archäologie die Forderung nach einerseits großer Verbreitung des Typs, andererseits einer relativ kurzen Zeitspanne ihres Auftretens. Durch diese Eigenschaften erhalten sie einen chronologischen Aussagewert.
Beispiele archäologischer Leitformen sind:
- das Keilmesser für die Keilmessergruppen
- die Blattspitze für die Blattspitzengruppe
- der Tulpenbecher für die Michelsberger Kultur
- der Trichterbecher für die Trichterbecherkultur
- der Glockenbecher für die Glockenbecherkultur